# Дегтярная слобода
Дегтя́рная слобода́ — историческое поселение дегтярников XVII века в Москве, в северо-западной части Земляного города между современными Бульварным и Садовым кольцами. На существование слободы указывает Дегтярный переулок. Дегтярная слобода располагалась неподалёку от слободы ямщиков, поскольку на Руси древесный дёготь использовался для пропитывания кожи и смазки колёс, а также в медицинских целях. 13 мая 1712 года Дегтярный двор сгорел в одном из самых крупных московских пожаров.